# 유수 (건릉정후)
유수(劉遂, ? ~ 기원전 50년)는 전한 후기의 제후로, 노효왕의 아들이다.

## 행적
감로 4년(기원전 50년) 윤월 정유일, 건릉후(建陵侯)에 봉해졌으나 그 해에 죽었다. 시호를 정(靖)이라 하였고, 아들 유노가 작위를 이었다.

## 출전
- 반고, 《한서》 권15하 왕자후표 下

| 선대 (첫 봉건) | 전한의 건릉후 기원전 50년 | 후대 아들 건릉절후 유노 |